# (32333) 2000 QQ71
2000 QQ71 (asteroide 32333) é um asteroide da cintura principal. Possui uma excentricidade de 0.12092990 e uma inclinação de 2.14589º.
Este asteroide foi descoberto no dia 24 de agosto de 2000 por LINEAR em Socorro.